# NGC 289
NGC 289 est une vaste galaxie spirale barrée située dans la constellation du Sculpteur. NGC 289 a été découverte par l'astronome britannique John Herschel en 1834.

## Caractéristiques
Sa vitesse par rapport au fond diffus cosmologique est de 1 367 ± 18 km/s, ce qui correspond à une distance de Hubble de 20,2 ± 1,4 Mpc (∼65,9 millions d'al).
À ce jour, 16 mesures non basées sur le décalage vers le rouge (redshift) donnent une distance de 19,162 ± 3,627 Mpc (∼62,5 millions d'al), ce qui est à l'intérieur des valeurs de la distance de Hubble.
La classe de luminosité de NGC 289 est II-III et elle présente une large raie HI. La luminosité de la galaxie de NGC 289 dans l'infrarouge lointain (de 40 à 400 µm) est égale à 9,33 × 109 {\displaystyle L_{\odot }} (109,97{\displaystyle L_{\odot }}) et sa luminosité totale dans l'infrarouge (de 8 à 1 000 µm) est de 1,07 × 1010 {\displaystyle L_{\odot }} (1010,03{\displaystyle L_{\odot }}).
Selon la base de données Simbad, NGC 289 est une galaxie à noyau actif.
En raison d'une brillance de surface égale à 14,16 mag/am2, on peut qualifier NGC 289 de galaxie à faible brillance de surface (LSB en anglais pour low surface brightness). Les galaxies LSB sont des galaxies diffuses (D) avec une brillance de surface inférieure de moins d'une magnitude à celle du ciel nocturne ambiant.

## Morphologie
NGC 289 a été utilisée par Gérard de Vaucouleurs comme une galaxie de type morphologique SB(rs)bc dans son atlas des galaxies,.
Eskridge, Frogel et Pogge ont publié un article en 2002 décrivant la morphologie de 205 galaxies spirales ou lenticulaires rapprochées. Les observations ont été réalisées dans la bande H de l'infrarouge et dans la bande B (le bleu). Selon Eskridge et ses collègues, NGC 289 est de type SB(r)bc dans la bande B et de type SB(r)ab dans la bande H. Cette galaxie est dotée d'une solide barre elliptique qui est alignée avec le bulbe. Elle présente un motif symétrique à deux bras qui émergent des extrémités de la barre. Les bras sont lisses et bien définis. Après ~90°, les bras bifurquent. Des anses lumineuses sont présentes aux extrémités de la barre.
Cette galaxie à première vue apparaît comme une spirale plus ou moins normale, mais l'un de ses bras très pâle couvre une région externe de plus 9,5′ × 7,5′ ce qui porte sa dimension réelle à environ 200 000 années-lumière. Cette très grande extension est surtout constituée d'hydrogène neutre.

## Trou noir supermassif
Basée sur la vitesse interne de la galaxie mesurée par le télescope spatial Hubble, la masse du trou noir supermassif au centre de la galaxie NGC 289 serait comprise entre 13 et 50 millions de {\displaystyle M_{\odot }}.

## Galerie

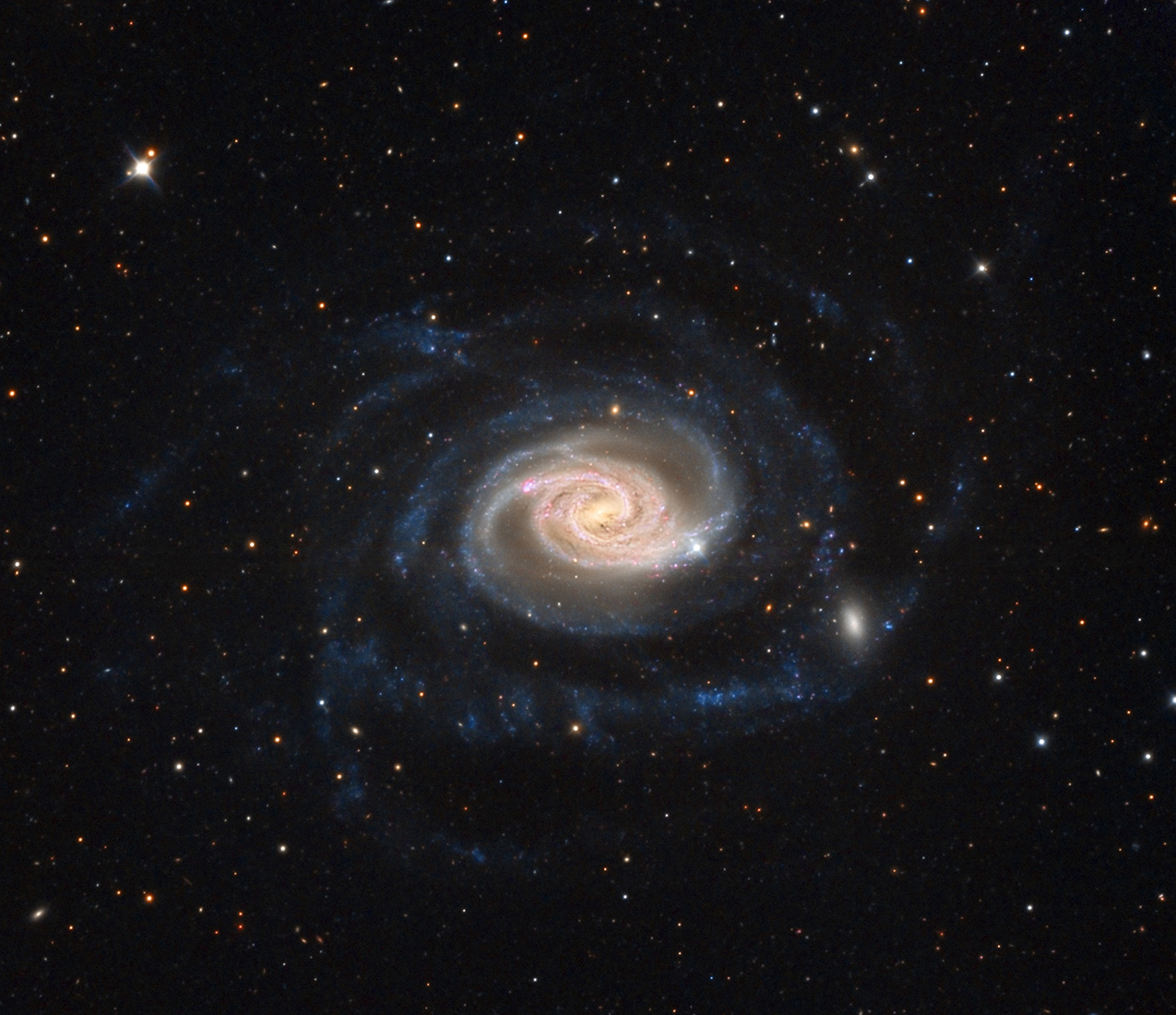
par Adam Block (Observatoire du mont Lemmon/Université de l'Arizona).
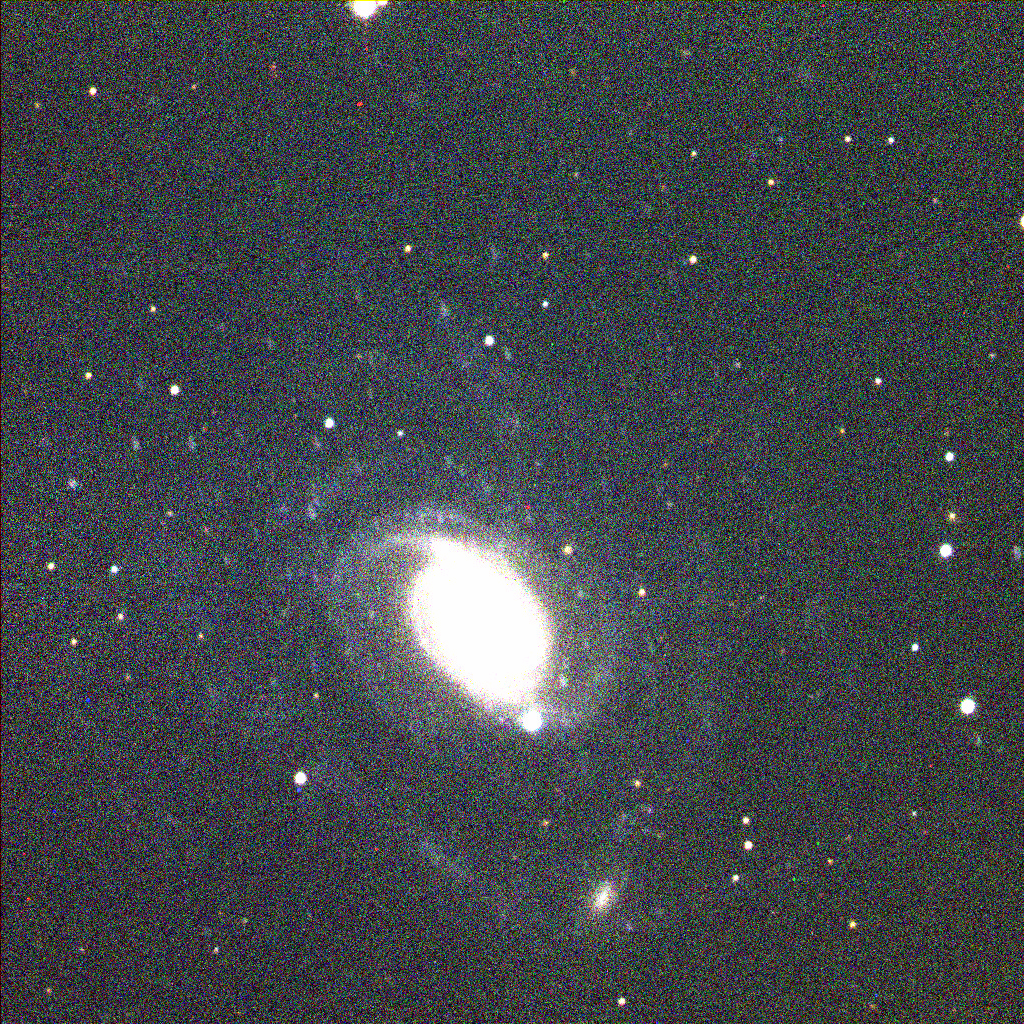
NGC 289 prise par le Télescope PROMPT 3 à l'observatoire CTIO au Chili.
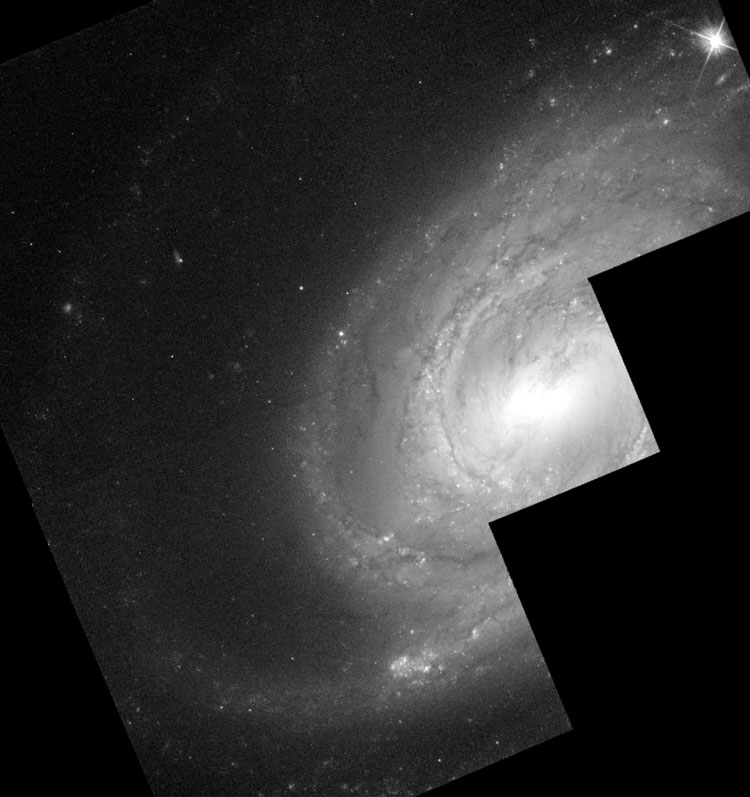
NGC 289 par le télescope spatial Hubble. (NASA - Hubble Space Telescope)